# Asafjàhida
La dinastia assfjàhida o dels asafjàhides fou la nissaga que va governar el principat d'Hyderabad al Dècan. Va tenir onze sobirans (títol: nizam o Nizam al-Mulk = Regulador de l'Estat) dels quals set van ser coneguts com a Asaf Jah (I a VII) entre els quals el fundador. Per a la seva història vegeu: Estat de Hyderabad.

## Llista de nizams
- Kamar al-Din Shin Kilij Khan Nizam al-Mulk Fateh Jung Asaf Jah I 1724-1748
- Muhammad Nasir Jang Mir Ahmad 1748-1750
- Muhyi al-Din Muzaffar Jang (nebot, fill d'una germana) 1750-1751
- Mir Ghazi al-Din Firuz Jang 1751-1752 (rebel) ancestre dels nawabs de Baoni
- Asaj al-Dawla Mir Ali Salabat Jang 1751-1761
- Nizam Ali Khan Asaf Jah II 1761-1803
- Mir Akbar Ali Khan Sikandar Jah Asaf Jah III 1803-1829
- Nasir al-Dawla Farkhunda Ali Khan Asaf Jah IV 1829-1857
- Mir Tahniath Ali Khan Afzal al-Dawla Mahbub Ali Khan Asaf Jah V 1857-1969
- Muzaffar al-Mamalik Nizam al-Mulk Nizam al-Dawla Nawab Mir Sir Mahbub Ali Khan Bahadur Fath Jang Asaf Jah VI 1869-1911
- Asaf Jah Muzaffar-ul-Mamalik Nizam-ul-Mulk Nizam-ud-Daula Nawab Mir Sir Osman Ali Khan Bahadur Fath Jang Asaf Jah VII 1911-1948, rajpramukh 1949-1956